# فارس البريزات
فارس عبد الحافظ بريزات سياسي أردني ووزير سابق تقلّد عدد من المناصب السياسية في الأردن ويترأس عدد من المؤسسات والشركات في عمّان. وعضو في عدد من المشاريع العربية العالمية المسيحية. درس في بريطانيا وتقلد عدد من المناصب الحكومية في الأردن.

## الدراسة
- حصل على درجة الدبلوم في حقوق الانسان والقانون الانساني الدولي من جامعة لوند السويدية عام 1997.
- حصل على درجة البكالوريوس في التاريخ من جامعة مؤتة في الأردن.
- حصل على درجة الماجستير في علم الاجتماع من جامعة كنت [2] 1998. [3]
- وحصل على درجة الدكتوراة في العلوم السياسية من قسم العلوم السياسية والعلاقات الدولية في جامعة كنت في بريطانيا. 2003

## المناصب
- 2023 - الان ː رئيس مجلس المفوضين في سلطة إقليم البترا. [4]
- 2019-2020 ː وزير الشباب في التعديل الثاني لحكومة عمر الرزاز [1]
- رئيس مجلس إدارة نماء للاستشارات الاستراتيجية.[5]
- مدير الدراسات الاستراتيجية في الديوان الملكي الهاشمي.
- رئيس مؤسس للهيئة البحثية في معهد البحوث الاجتماعية والاقتصادية المسحية في جامعة قطر.
- باحث مشارك ورئيس مؤسس لبرنامج الرأي العام في "المركز العربي للأبحاث ودراسة السياسات".
- 2003 - 2009ː باحث في مركز الدراسات الاستراتيجية في الجامعة الأردنية
- باحث في مركز الدراسات الاستراتيجية والدولية - واشنطن [الإنجليزية] [6] في لجنة الشؤون الخارجية في مجلس النواب الأمريكي.[2]
- اشرف على تنفيذ مشروع الباروميتر العربي عام 2007. [7]

## العضوية
شغل عضوية اللجنة الملكية لتحديث المنظومة السياسية في الاردن والتي تشكلت بإرادة ملكية بعد أن وجهه الملك عبدالله الثاني في 10 حزيران 2021.  كما انتخب عضوا في اللجنة التنفيذية في منظمة المسح العالمي للقيم عام 2022.